# Jacek Miler
Jacek Miler (ur. 18 marca 1964 w Warszawie, zm. 21 grudnia 2018 w Monachium) – polski historyk sztuki, wieloletni urzędnik Ministerstwa Kultury i Dziedzictwa Narodowego.

## Życiorys
Syn Jana i Joanny. W 1992 ukończył studia z zakresu historii sztuki sakralnej w Akademii Teologii Katolickiej w Warszawie. Od 1993 był pracownikiem Ministerstwa Kultury, karierę ministerialną rozpoczynając w Biurze Pełnomocnika Rządu ds. Polskiego Dziedzictwa Kulturalnego za Granicą. W latach 1998–2001 był naczelnikiem wydziału, zaś w latach 2000–2001 p.o. zastępca dyrektora Biura. W latach 2001–2002 był pełnomocnikiem ministra ds. utworzenia Muzeum Juliusza Słowackiego w Krzemieńcu na Ukrainie. W latach 2006–2008 kierował Departamentem ds. Polskiego Dziedzictwa Kulturowego za Granicą, następnie w latach 2008–2016 kierował Departamentem Dziedzictwa Kulturowego, aż wreszcie od lipca 2016 do śmierci w grudniu 2018 był dyrektorem Departamentu Dziedzictwa Kulturowego za Granicą i Strat Wojennych MKiDN.
W trakcie swojej 25-letniej kariery ministerialnej był jednym twórców polskiej doktryny opieki nad polskim dziedzictwem kulturowym poza krajem oraz restytucji polskich dzieł sztuki utraconych w trakcie II wojny światowej. Prowadził aktywną działalność na rzecz budowy partnerstwa w zakresie ochrony polskich dóbr kultury poza granicami kraju szczególnie intensywnie współpracując z instytucjami białoruskimi, litewskimi i ukraińskimi. Był między innymi członkiem Polsko-Białoruskiej Komisji Konsultacyjnej ds. Dziedzictwa Kulturalnego, Polsko-Litewskiej Grupy Ekspertów ds. Zachowania Dziedzictwa Kulturowego i Międzyrządowej Komisji Polsko-Ukraińskiej do spraw ochrony i zwrotu dóbr kultury utraconych i bezprawnie przemieszczonych podczas II wojny światowej. Miler był współinicjatorem i koordynatorem utworzenia w 2015 Muzeum Josepha Conrada w Berdyczowie oraz w 2017 Muzeum Witolda Gombrowicza w Vence. Ze strony ministerstwa prowadził działania zmierzające do powołania Narodowego Instytutu Polskiego Dziedzictwa Kulturowego za Granicą „Polonika”.
Był wykładowcą akademickim Uniwersytetu Kardynała Stefana Wyszyńskiego w Warszawie oraz Uniwersytetu Warszawskiego.

## Odznaczenia
- Krzyż Komandorski Orderu Odrodzenia Polski (pośmiertnie, 2018)[5]
- Krzyż Kawalerski Orderu Odrodzenia Polski (2013)[6]
- Srebrny Medal „Zasłużony Kulturze Gloria Artis” (2018)[3]
- Krzyż Uznania III klasy (Łotwa, 2013)[7]